# Шаторальяуйхей
Шаторолйоуйгей (угор. Sátoraljaújhely, словац. Nové Mesto pod Šiatrom) — місто на північному сході Угорщини, четверте за величиною місто медьє Боршод-Абауй-Земплен після Мішкольца, Озда і Казінцбарцика. Населення — 17 992 чоловік (2007).

## Географія і транспорт
Місто стоїть на кордоні зі Словаччиною, який проходить прямо в межах міста по річці Ронява. Зі словацького боку розташоване невелике селище Словенске Нове Место. Шаторолйоуйгей знаходиться за 80 кілометрів на північний схід від столиці медьє Мішкольца і пов'язаний автомобільними дорогами і залізницями з Мішкольцем та Словаччиною (у тому числі з м. Кошиці).

## Етимологія
Складна назва міста перекладається як «Нове місто під шатром» і пов'язане з історією. Історичне поселення іменувалося Sátoralja (Шаторалья), що означає «під шатром». Можливо назва пов'язана з тим, що місто розташоване під покровом пагорба. Після монгольської навали XII століття місто було зруйноване. В XIII столітті місто було відбудовано заново і стало називатися «новим» (угор. új hely — нове місто). Словацька назва міста — словац. Nové Mesto pod Šiatrom є буквальним перекладом угорської назви.

## Історія
Шаторолйоуйгей отримав права міста в 1261 році, в цей же період у місті побудований укріплений замок. Місто було відоме як один їх головних центрів угорського виноробства, на гербі місті зображене виноградне гроно.
Місто грало важливу роль в історії регіону. В XVII і XVIII століттях тут спалахували повстання проти панування Габсбургів. У другій половині XIX століття місто швидко росло, завдяки вигідному положенню на перетині торговельних шляхів до Польщі, Київської Русі та Трансільванії. Шаторолйоуйгей став столицею комітату Земплен.
Після закінчення Першої світової війни Угорщина втратила великі території. Кордон з новоствореною чехословацькою державою пройшов по ріці Ронява, що розділяє Шаторолйоуйгей. Місто виявилося розділеним на дві частини, велика (4/5 населення і 3/4 території) частина відійшла Угорщині, а на меншій частині було утворене словацьке місто Словенске Нове Место.
Під час Другої світової війни місто постраждало від бомбардувань. Після адміністративної реформи 1950 року Шаторолйоуйгей був приєднаний до знову організованого медьє Боршод-Абауй-Земплен. Останнім часом місто придбало популярність як один з найбільших гірськолижних центрів Угорщини.

## Пам'ятки
- Історичний центр міста
- Кафедральний собор
- Винна церква
- Барокова міська ратуша

## Міста-побратими
- Франекер, Нідерланди, з 1991
- Синдос, Греція, з 2000
- Лог'я, Фінляндія, з 1990

## Відомі люди
- Лайош Кошут (1802–1894), державний діяч — провів юнацькі роки в Шаторолйоуйгеї
- Геза Надь (1892–1953), шахіст — народився в Шаторолйоуйгеї
- Геза Ревес (1902–1977), міністр оборони ВНР — народився в Шаторолйоуйгеї